# 고아성
고아성(1992년 8월 10일 ~ )은 대한민국의 배우이다.

## 배우 활동
고아성이라는 이름은 그녀의 아버지가 대한민국 최초의 인공위성인 우리별 1호 발사에 관한 텔레비전 뉴스에서 영감을 받아 지은 것이라고 한다.
고아성은 6살 때인 1997년 길거리 캐스팅을 통해 외환카드 광고 아역 모델로 연예계 데뷔했다. 이후 그녀는 2004년 어린이 드라마 《울라불라 블루짱》의 타이틀롤을 맡아 배우로서 정식 데뷔했다. 2006년 봉준호 감독의 영화 《괴물》에서 박강두(송강호)의 딸 역을 연기하며 이름을 알렸다. 그녀의 연기는 평단의 호평을 받아 대한민국영화연기대상 영스타상, 청룡영화상 신인여우상, 디렉터스 컷 시상식 올해의 신인연기자상을 수상하였다.
2015년 SBS 드라마 《풍문으로 들었소》로 브라운관에 복귀한 고아성은 성인 연기자로 변신에 성공했고, 백상예술대상 TV부문 여자 신인연기상 등을 수상하는 쾌거를 이뤘다. 2017년 MBC 드라마 《자체발광 오피스》으로 드라마 첫 주연을 맡았다.

## 출연 작품

### 영화
- 2006년 영화 《괴물》 ... 박현서 역[4] (첫 천만영화)
- 2007년 영화 《즐거운 인생》 ... 주희 역
- 2008년 영화 《라듸오 데이즈》 ... 순덕 역
- 2009년 영화 《여행자》 ... 예신 역
- 2009년 영화 《결혼식 후에》 ... 김미래 역
- 2010년 영화 《식스틴[5]》 ... 허유나 역
- 2012년 영화 《듀엣》 ... 낸시 역
- 2013년 영화 《설국열차》 ... 요나 역
- 2014년 영화 《우아한 거짓말》 ... 이만지 역
- 2015년 영화 《뷰티 인사이드》 ... 김우진 역
- 2015년 영화 《오피스》 ... 이미례 역
- 2015년 영화 《지금은맞고그때는틀리다》 ... 염보라 역
- 2016년 영화 《오빠생각》 ... 박주미 역
- 2017년 영화 《더 킹》 ... 김양 역
- 2019년 영화 《항거: 유관순 이야기》 ... 유관순 역
- 2020년 영화 《삼진그룹 영어토익반》 ... 이자영 역
- 2023년 영화 《달짝지근해: 7510》 (특별출연)
- 2024년 영화 《한국이 싫어서》 ... 계나 역
- 2025년 영화 《파반느》

### 드라마
- 2004년 KBS2 어린이드라마 《울라불라 블루짱》 ... 노다지 / 블루스톤 공주 역
- 2005년 MBC 수목 미니시리즈《수목 미니시리즈 '슬픈 연가'》 ... 어린 차화정 역
- 2005년 MBC 주말 12부작 미니시리즈 《떨리는 가슴》 ... 김보미 역
- 2010년 KBS2 월화 미니시리즈 《공부의 신》 ... 길풀잎 역
- 2015년 SBS 월화 특별기획 드라마 《풍문으로 들었소》 ... 서봄 역
- 2017년 MBC 수목 미니시리즈 《자체발광 오피스》 ... 은호원 역
- 2018년 OCN 주말 미니시리즈 《라이프 온 마스》 ... 윤나영 역
- 2021년 Seezn 10부작 미니시리즈 《크라임 퍼즐》 ,,, 김유희 역
- 2022년 MBC 금토 미니시리즈 《트레이서》 ... 서혜영 역
- 2022년 MBC 금토 미니시리즈 《트레이서 시즌2》 ... 서혜영 역
- 2023년 Netflix 드라마 《이두나!》 ... 하연 역
- 2024년 SBS 금토 드라마 《굿파트너》 ... 이한나 역 (특별출연)

### 뮤지컬
| 연도 | 제목   | 비고 |
| ---- | ------ | ---- |
| 2002 | 피터팬 |      |

## 작품 외 활동

### 방송 프로그램
| 연도 | 방송사  | 제목                                 | 역할       | 비고           |
| ---- | ------- | ------------------------------------ | ---------- | -------------- |
| 2008 | SBS     | 절친노트                             | 게스트     |                |
| 2015 | 채널CGV | 나도 영화 감독이다 2                 | 고정 출연  | 5부작          |
| 2016 | SBS     | 런닝맨                               | 게스트     | 282회          |
| 2017 | MBC     | 복면가왕                             | 야구르지롱 | 103회          |
| 2019 | YTN     | YTN 뉴스 Q                           | 동반 출연  | 정하담, 김예은 |
| 2019 | SBS     | SBS 나이트라인 초대석                | 단독 출연  | 3월 7일        |
| 2019 | KBS2    | 배틀 트립                            | 게스트     | 145~146회      |
| 2020 | KBS2    | 유희열의 스케치북                    | 게스트     | 513회          |
| 2020 | tvN     | 바닷길 선발대                        | 고정 출연  | 8부작          |
| 2020 | tvN     | 온앤오프                             |            | 25회           |
| 2020 | KBS2    | 옥탑방의 문제아들                    | 게스트     | 101회          |
| 2021 | MBC     | 손현주의 간이역                      | 게스트     | 5~6회          |
| 2021 | SBS     | 꼬리에 꼬리를 무는 그날 이야기 시즌2 | 게스트     | 10회           |
| 2021 | tvN     | 놀라운토요일                         | 게스트     | 183회          |
| 2022 | JTBC    | 아는형님                             | 게스트     | 314회          |

### 음반
| 연도 | 음반명                                                                                    |
| ---- | ----------------------------------------------------------------------------------------- |
| 2010 | 공부의 신 OST 어니스트 '달려' (피처링 참여)                                               |
| 2012 | 듀엣 OST 'Nobody Knows', 'Light On My Shoulder', 'Blue Blue Night', 'Wings of Rod' (참여) |
| 2015 | 곽태훈 부반장의 Limited Edition '홍대입구' (참여)                                         |

### 홍보대사
| 연도 | 홍보대사 명                                    |
| ---- | ---------------------------------------------- |
| 2007 | 중앙선거관리위원회 선남선녀 홍보모델 위촉      |
| 2011 | 알코올 클린 캠퍼스 조성 건전음주 홍보대사 위촉 |
| 2020 | 제8회 무주산골영화제 넥스트엑터 선정           |

### 광고
| 연도 | 기업명         | 광고명         | 비고       |
| ---- | -------------- | -------------- | ---------- |
| 2006 | 농심           | 신라면         | 김창완     |
| 2006 | 카시아         | 전자사전       |            |
| 2013 | 멜론           |                | 성준       |
| 2015 | (주)맨담코리아 | 비페스타       |            |
| 2016 | 한국GM         | 스파크         |            |
| 2020 | 라코스테       | NOTHING 캠페인 | Ambassador |

### 라디오 DJ
- MBC 표준FM 《라디오 북클럽》 (2025년 3월 23일 ~ 현재)

## 수상 및 후보
| 연도 | 시상식                         | 부문                             | 작품                | 결과 |
| ---- | ------------------------------ | -------------------------------- | ------------------- | ---- |
| 2006 | 제5회 대한민국 영화대상        | 여우조연상                       | 괴물                | 후보 |
| 2006 | 제27회 청룡영화상              | 신인여우상                       | 괴물                | 수상 |
| 2006 | 제9회 디렉터스 컷 시상식       | 올해의 연기자상                  | 괴물                | 수상 |
| 2007 | 제43회 백상예술대상            | 영화부문 여자 신인연기상         | 괴물                | 후보 |
| 2007 | 제33회 새턴상                  | 최우수 아역상                    | 괴물                | 후보 |
| 2007 | 제44회 대종상 영화제           | 여우조연상                       | 괴물                | 후보 |
| 2007 | 제1회 대한민국 영화연기대상    | 영스타상                         | 괴물                | 수상 |
| 2010 | 제46회 백상예술대상            | TV부문 여자 신인연기상           | 공부의 신           | 후보 |
| 2010 | KBS 연기대상                   | 여자 신인연기상                  | 공부의 신           | 후보 |
| 2013 | 제50회 대종상                  | 여우조연상                       | 설국열차            | 후보 |
| 2013 | 제34회 청룡영화상              | 여우조연상                       | 설국열차            | 후보 |
| 2013 | 제33회 한국영화평론가협회상    | 여우조연상                       | 설국열차            | 후보 |
| 2014 | 제3회 모엣 라이징 스타 어워드  | 모엣 라이징 스타                 | 설국열차            | 수상 |
| 2014 | 제50회 백상예술대상            | 영화부문 여자 조연상             | 설국열차            | 후보 |
| 2015 | 제51회 백상예술대상            | TV부문 여자 신인연기상           | 풍문으로 들었소     | 수상 |
| 2015 | 제4회 에이판 스타 어워즈       | 장편드라마부문 여자 우수연기상   | 풍문으로 들었소     | 후보 |
| 2015 | SBS 연기대상                   | 중편드라마부문 여자 우수연기상   | 풍문으로 들었소     | 수상 |
| 2015 | SBS 연기대상                   | 뉴스타상                         | 풍문으로 들었소     | 수상 |
| 2015 | 제25회 판시네 판타스틱 영화제  | 여우주연상                       | 오피스              | 수상 |
| 2016 | 제36회 황금촬영상              | 촬영감독들이 뽑은 여자인기상     | 오피스              | 수상 |
| 2017 | MBC 연기대상                   | 미니시리즈부문 여자 최우수연기상 | 자체발광 오피스     | 후보 |
| 2018 | 제6회 아시아태평양 스타 어워즈 | 중편드라마부문 여자 우수연기상   | 라이프 온 마스      | 수상 |
| 2018 | 제2회 더 서울어워즈            | 드라마부문 여우조연상            | 라이프 온 마스      | 후보 |
| 2019 | 제55회 백상예술대상            | 영화부문 여자 최우수연기상       | 항거: 유관순 이야기 | 후보 |
| 2019 | 제40회 청룡영화상              | 여우주연상                       | 항거: 유관순 이야기 | 후보 |
| 2021 | 제57회 백상예술대상            | 영화부문 여자 최우수연기상       | 삼진그룹 영어토익반 | 후보 |
| 2021 | 제30회 부일영화상              | 여우주연상                       | 삼진그룹 영어토익반 | 후보 |
| 2022 | MBC 연기대상                   | 미니시리즈부문 여자 우수연기상   | 트레이서            | 후보 |
| 2024 | 제45회 청룡영화상              | 여우주연상                       | 한국이 싫어서       | 후보 |